# Ibou Sané
Ibou Sané (Diégoune, 28 marzo 2005) è un calciatore senegalese, attaccante del Metz.

## Carriera

### Club
Sané è cresciuto nel Génération Foot in Senegal, prima di approdare nel dicembre 2022 al Metz. Ha debuttato in prima squadra il 27 agosto 2023 nell'incontro di Ligue 1 vinto 1-0 contro il Clermont Foot.

### Nazionale
Ha giocato nella nazionale senegalese Under-20.

## Statistiche

### Presenze e reti nei club
Statistiche aggiornate al 20 dicembre 2023.
| Stagione        | Squadra         | Campionato      | Campionato | Campionato | Coppe nazionali | Coppe nazionali | Coppe nazionali | Coppe continentali | Coppe continentali | Coppe continentali | Altre coppe | Altre coppe | Altre coppe | Totale | Totale | Totale |
| Stagione        | Squadra         | Comp            | Pres       | Reti       | Comp            | Pres            | Reti            | Comp               | Pres               | Reti               | Comp        | Pres        | Reti        | Pres   | Reti   |        |
| --------------- | --------------- | --------------- | ---------- | ---------- | --------------- | --------------- | --------------- | ------------------ | ------------------ | ------------------ | ----------- | ----------- | ----------- | ------ | ------ | ------ |
| 2023-2024       | Metz 2          | N3              | 5          | 5          |                 | -               | -               |                    | -                  | -                  |             | -           | -           | 5      | 5      |        |
| 2023-2024       | Metz            | L1              | 4          | 0          | CF              | 0               | 0               |                    | -                  | -                  |             | -           | -           | 4      | 0      |        |
| Totale carriera | Totale carriera | Totale carriera | 9          | 5          |                 | 0               | 0               |                    | -                  | -                  |             | -           | -           | 9      | 5      |        |

## Palmarès

### Nazionale
- Coppa delle nazioni africane Under-20: 1

Egitto 2023